# Návratový box

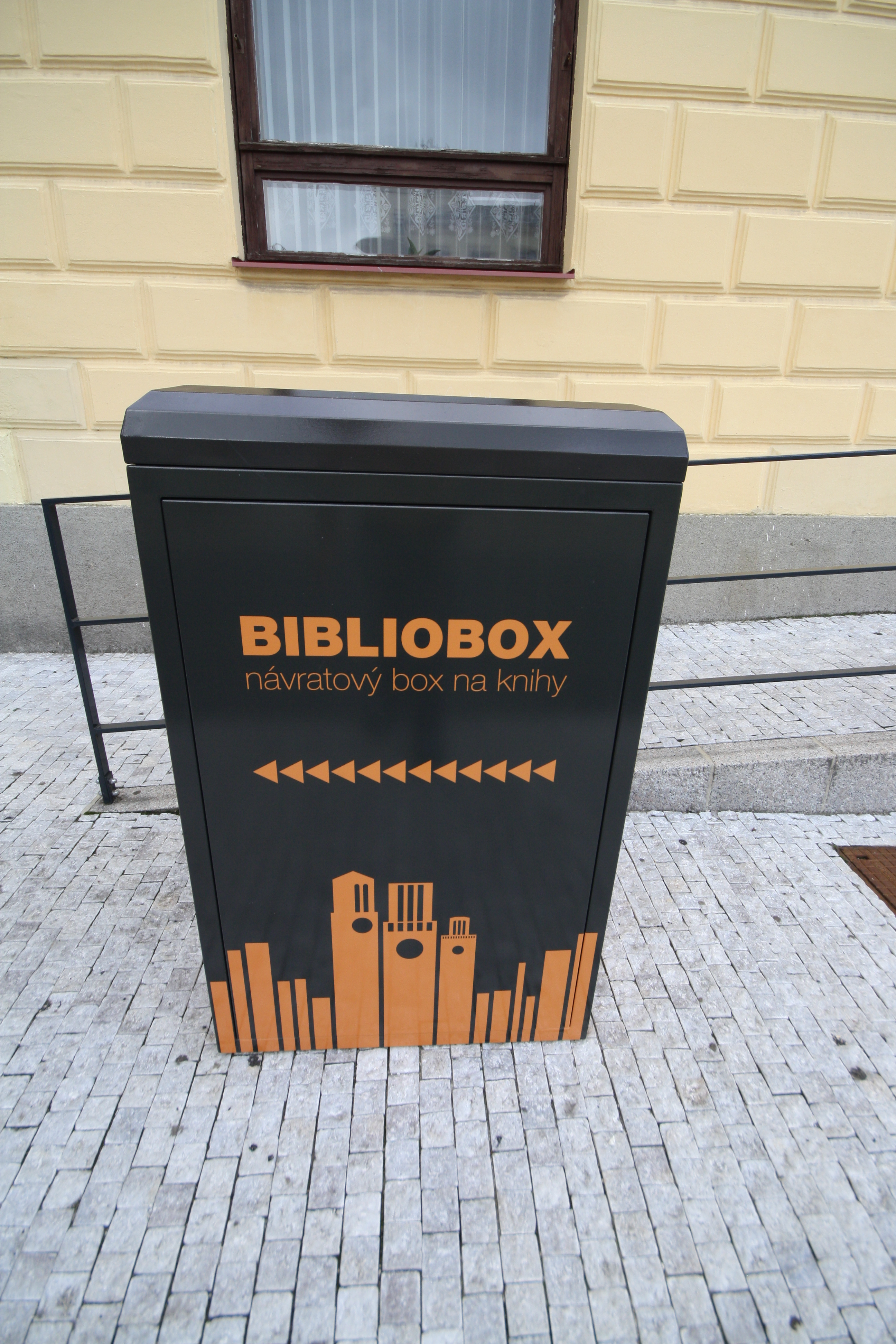
Návratový box (bibliobox) v Jablonci nad Nisou

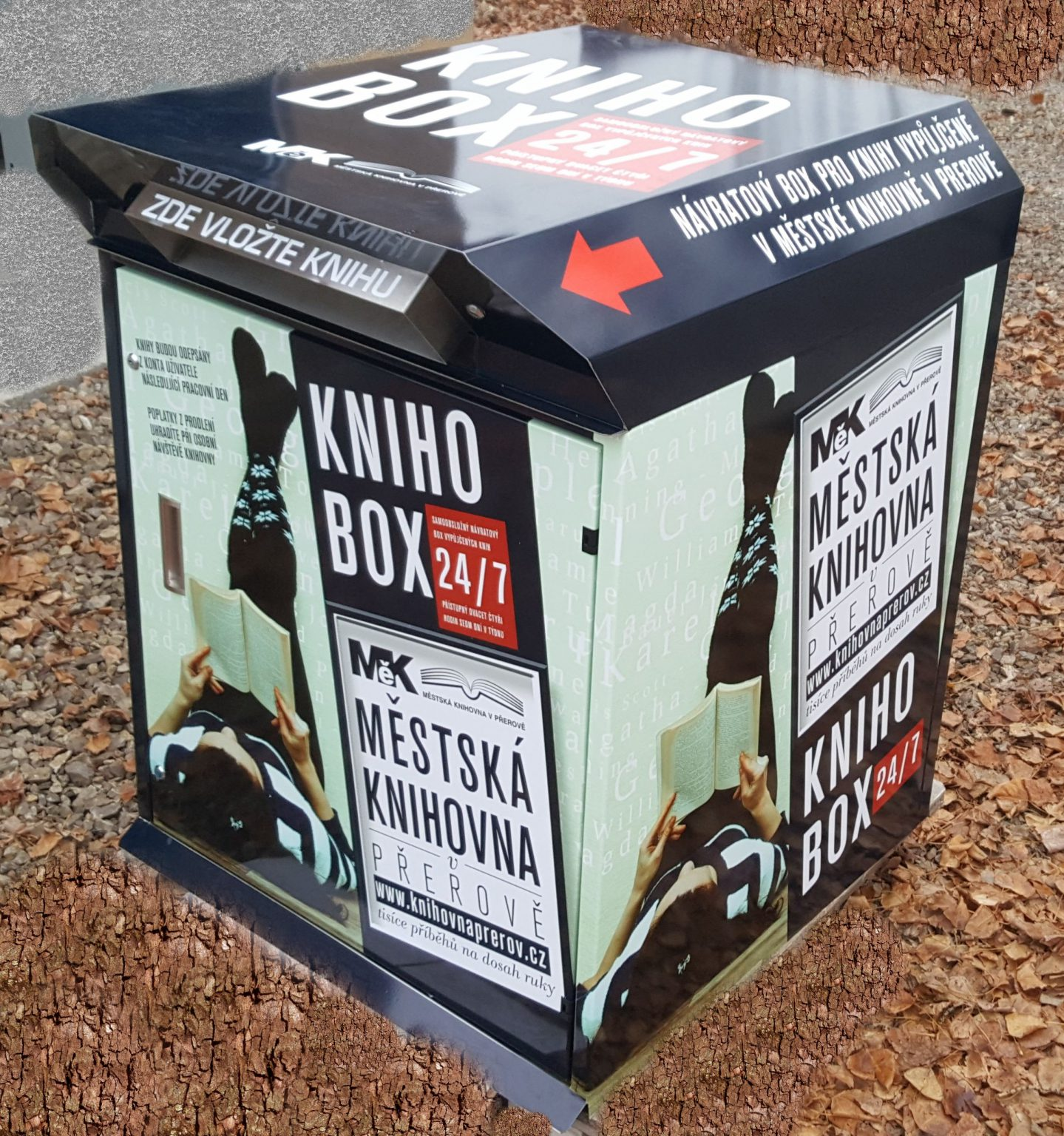
Návratový box na knihy v Městské knihovně v Přerově

Návratový box je zařízení, které umožňuje uživatelům knihovny samoobslužné vracení vypůjčených dokumentů – knih, časopisů, popřípadě i CD a DVD. Pokud je umístěn na veřejně přístupném místě, mohou do něj čtenáři vracet knihy 24 hodin denně, 7 dní v týdnu.

## Popis návratového boxu
Návratový box je plechová nebo nerezová skřínka, která může připomínat velkou poštovní schránku. V horní části boxu je vhazovací otvor, do kterého se vkládají knihy. Pod vstupním otvorem (nebo v zadní straně) jsou zamykatelná dvířka, za kterými je speciální vozík na knihy. Aby se zamezilo poškození vracených knih, je dno vozíku usazeno na pružinách. Knihy tak padají vždy z výšky cca 20 cm.

## Princip fungování
Pokud uživatel nechce vrátit půjčený dokument přímo do knihovny, vhodí jej do návratového boxu. Pověřená osoba pak dokumenty z návratového boxu vyjme a vrátí je do knihovny. Je důležité upozornit na skutečnost, že pokud uživatel hodí dokument do boxu, ještě tím není dokument vrácen. Jeho vrácení nastává až v situaci, kdy jej knihovní zaměstnanec zaeviduje jako vrácený – např. druhý den po vhození do boxu. Čtenář by si proto měl ověřit, zda k vrácení skutečně došlo, např. e-mailem či kontrolou čtenářského konta, a na případné nesrovnalosti ihned upozornit. Také pokud má čtenář uhradit poplatky za pozdní vrácení, nevyhne se jim tím, že knihu vloží do návratového boxu. Bude je muset uhradit při osobní návštěvě knihovny. Poplatek za pozdní vrácení však přestane nabíhat ve chvíli, kdy je kniha zaevidovaná jako vrácená (viz výše). Pravidla pro užívání návratového boxu má vždy knihovna ukotvena ve svém knihovním řádu, popř. v jeho příloze.

## Výhody a nevýhody

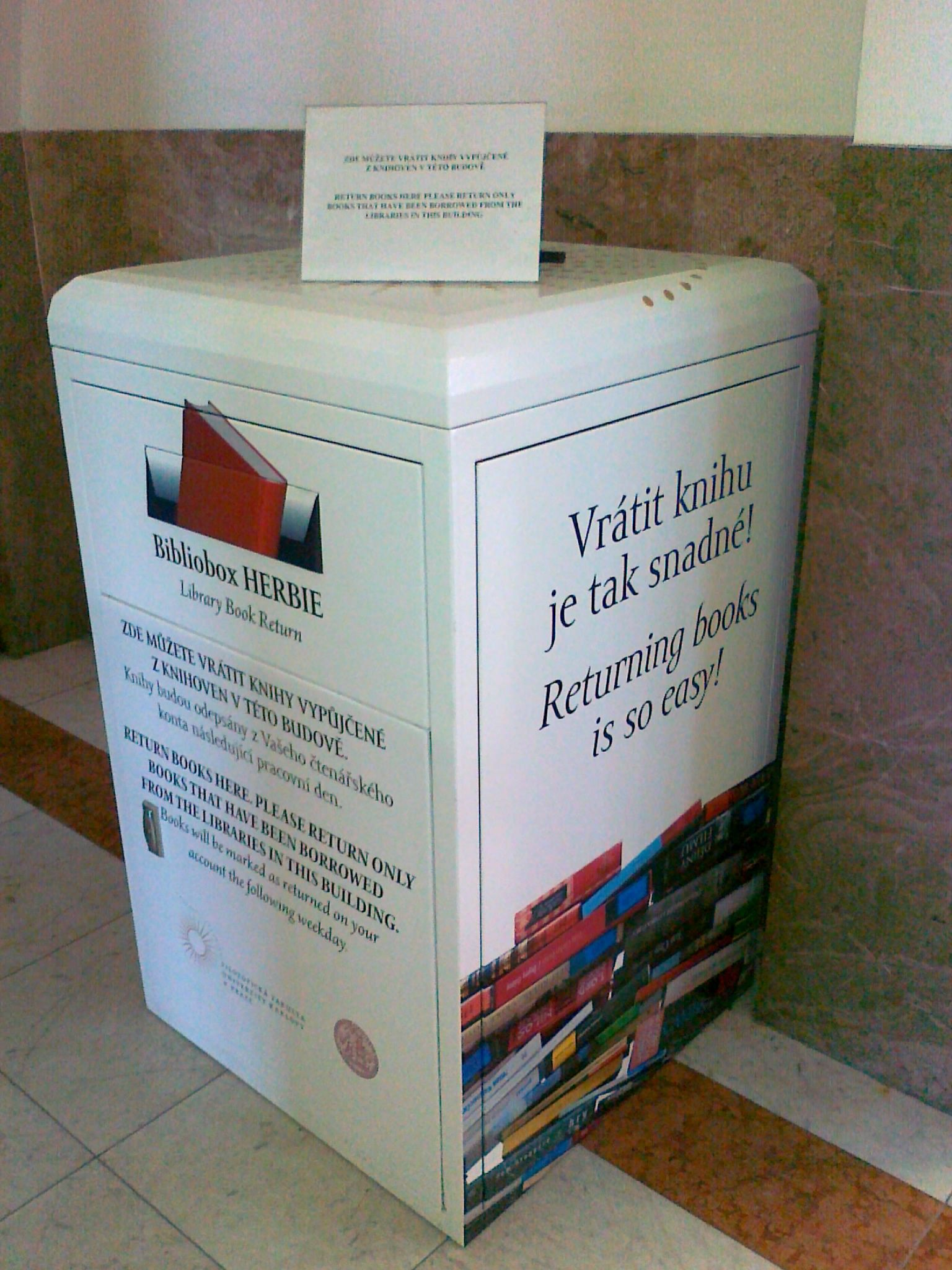
Návratový box v hlavní budově Filozofické fakulty Univerzity Karlovy, Praha

### Výhody
Zvýšení komfortu uživatelů knihovny:
- Možnost vrátit dokumenty i v době, kdy je knihovna zavřená.
- Uživatelé nemusí chodit přímo do knihovny.
- Využití boxu nevyžaduje osobní styk knihovníků a čtenářů, čímž je minimalizováno riziko přenosu virových onemocnění.

### Nevýhody
- Některé knihovny takto neumožňují vracet všechny druhy půjčených dokumentů – např. CD a DVD.[2] Půjčuje-li knihovna elektronické čtečky, jejich vracení tímto způsobem také neumožňuje.
- Některé knihovny takto neumožňují vracet dokumenty půjčené v rámci Meziknihovní výpůjční služby.[3]
- Poměrně vyšší pořizovací náklady[4] – tuto nevýhodu mají pouze značkové návratové boxy od renomovaných výrobců. Pokud si knihovna nechá vyrobit box od některého místního výrobce, může tím snížit náklady na pouhý zlomek ceny, kterou požadují renomovaní výrobci. Tímto způsobem si mohou návratový box pořídit i malé knihovny – viz zkušenosti knihovny v Šumperku[5] a Geografické knihovny.[6]
- Některé rozměrné dokumenty se nevejdou do vstupního otvoru.[7]

## Návratový box a vandalismus
Od roku 2007 byl zaznamenán pouze jeden případ vandalismu spojený s návratovým boxem. V květnu 2012 někdo povalil a poškodil box, který stál před městskou knihovnou v Mladé Boleslavi. Škoda byla vyčíslena na pět tisíc korun.

## Návratové boxy v Česku
První návratový box na území České republiky byl uveden do provozu v říjnu 2007 Krajskou knihovnou Karlovy Vary. V následujících letech si box pořídilo mnoho dalších knihovnen, ať už se jedná o knihovny krajské, specializované či základní (městské a obecní). V době epidemie onemocnění covid-19, kdy byly knihovny pro veřejnost nepřístupné, se návratové boxy staly téměř nezbytností.
Knihovny, které tuto službu nabízejí:
- Náchodská knihovna
- Městská knihovna Most
- Městská knihovna v Přerově
- Moravská zemská knihovna

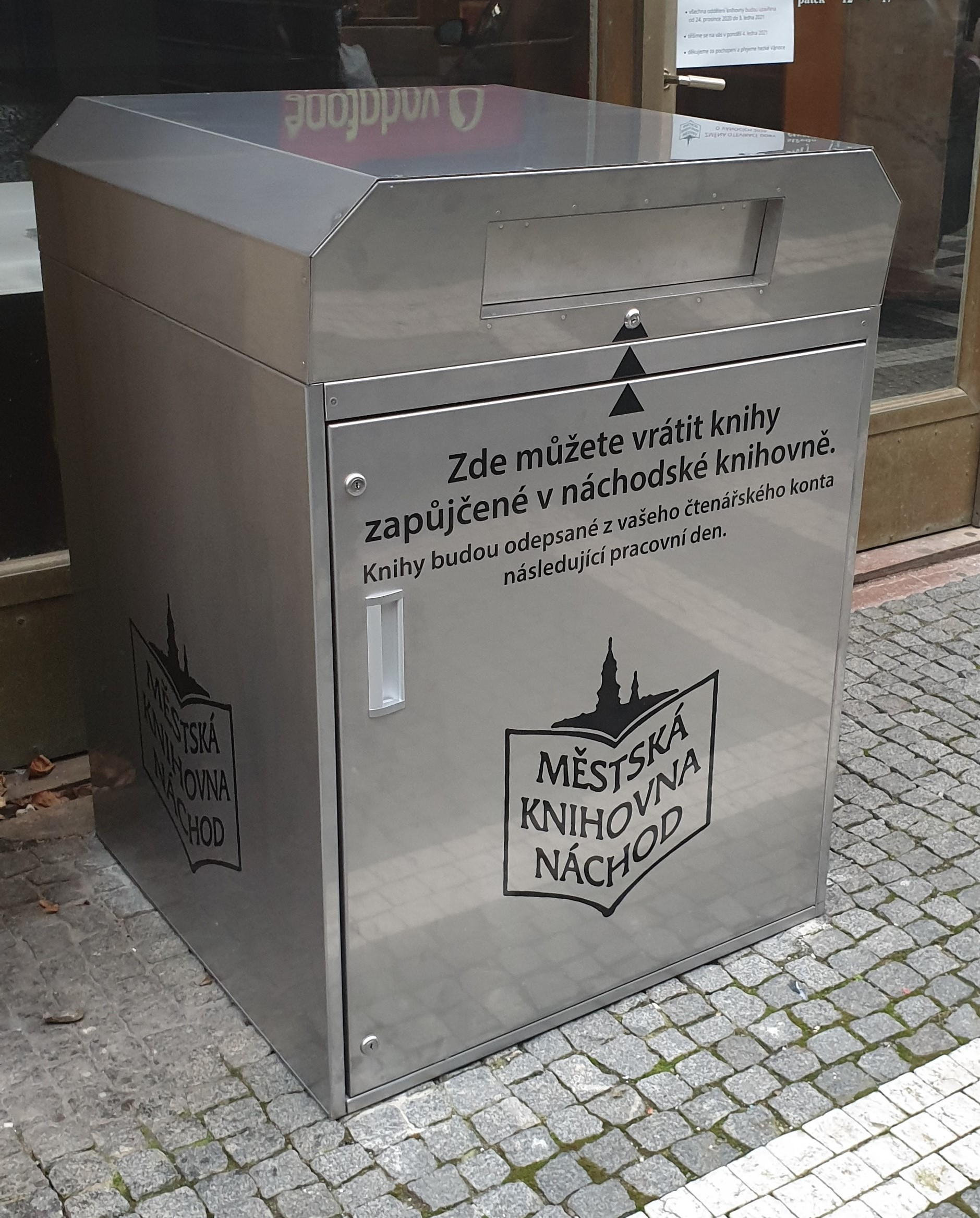
Nerezový návratový box na knihy v Městské knihovně Náchod

- Městská knihovna v Českém Krumlově
- Krajská vědecká knihovna Liberec
- Knihovna Univerzity Palackého v Olomouci
- Krajská knihovna Karlovy Vary
- Studijní a vědecká knihovna v Hradci Králové
- Studijní a vědecká knihovna Plzeňského kraje – návratové boxy sdílí s Univerzitní knihovnou ZČU
- Knihovna Univerzity Pardubice
- Krajská knihovna v Pardubicích
- Zemědělská a potravinářská knihovna
- Městská knihovna Jihlava
- Krajská knihovna Vysočiny
- Knihovna města Mladá Boleslav
- Jihočeská vědecká knihovna v Českých Budějovicích
- Středočeská vědecká knihovna v Kladně